# Diodora aguayoi
Diodora aguayoi är en snäckart som beskrevs av Perez Farfante 1943. Diodora aguayoi ingår i släktet Diodora och familjen nyckelhålssnäckor. Inga underarter finns listade i Catalogue of Life.

## Bildgalleri

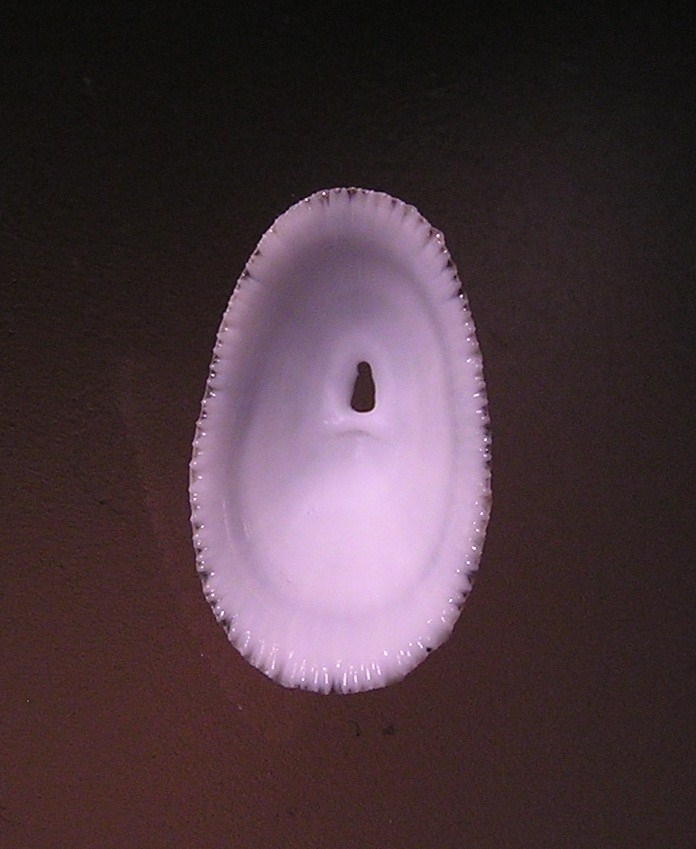
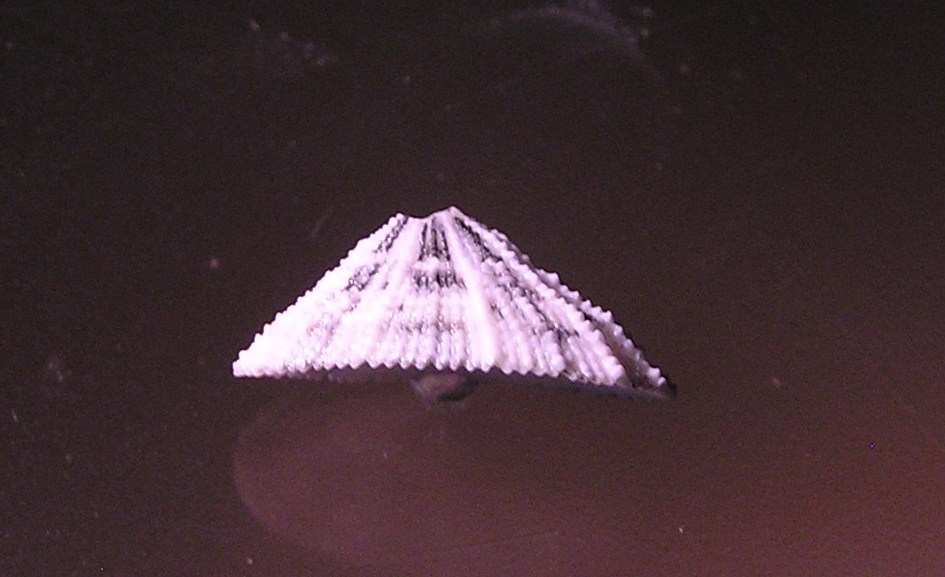